# Spyserhaus
Das Spyserhaus (auch Speiserhaus genannt) ist ein denkmalgeschütztes Wohngebäude in Rheinfelden im Kanton Aargau. Es befindet sich zwischen Hauptwachplatz und Kapuzinergasse in der südwestlichen Ecke der Altstadt, in der Nähe der Stadtkirche St. Martin. Das barocke Bauwerk ist als Kulturgut von regionaler Bedeutung eingestuft.

## Geschichte
Mitte des 14. Jahrhunderts bestand an dieser Stelle ein zweigeschossiges Steinhaus, das im frühen 16. Jahrhundert um ein Geschoss aufgestockt wurde. Zur selben Zeit errichtete man eine ummauerte Wendeltreppe und den dreigeschossigen Nordtrakt. Im 17. Jahrhundert befand sich das Speiserhaus im Besitz der Familie Eggs. Die Verwaltung des vorderösterreichischen Oberamts Breisgau nutzte ab 1699 eine Stube zu Audienzen und mietete 1714 zwei zusätzliche Räume an. In diesem Zusammenhang steht möglicherweise die Erstellung des repräsentativen Portals am Hauptwachplatz. Grössere Reparaturen und Umbauten, bei denen das Gebäude sein heutiges Aussehen annahm, erfolgten 1740 und in den 1760er Jahren. Von 1892 bis 1895 wurden eine Fassadenrenovation und die Modernisierung der Innenausstattung durchgeführt. In den Jahren 1986 bis 1989 baute man das Gebäude um und sanierte es umfassend.

## Bauwerk
Der Kernbau des 14. Jahrhunderts ist weitgehend von einem modernen Annexbau an der Kapuzinergasse verdeckt, während die schlichte barocke Front des Nordtraktes dem Hauptwachplatz zugewandt ist. Die Platzfassade weist sechs Achsen auf, wobei die Erdgeschossbefensterung ungewöhnlich hoch ansetzt. Rechteckige Steinrahmenfenster mit spätklassizistischen Bekrönungen aus Zementguss und kantige hölzerne Gesimse zieren das Hochparterre und das erste Obergeschoss. Einziger Blickfang der Platzfassade ist in der zweiten Achse von Osten das barocke Portal aus grau gefasstem Buntsandstein mit zweiflügeliger Tür. Auf dem Gebälk des rechteckigen Türgerichts sitzt ähnlich einer Ädikula eine Bekrönung mit Oberlicht. Kapitelle am flach abgestuften Gewände betonen den Ansatz des Korbbogens.
Bemerkenswert am lang gezogenen Nordtrakt ist die zweigeschossige Unterkellerung. Ein flach gedeckter Keller nimmt das halb eingetiefte Geschoss unter dem Hochparterre ein, während sich im zweiten Untergeschoss ein teilweise in den Felsen gehauener Raum mit Tonnengewölbe erstreckt, dessen leicht geweiteter Westteil ein Kreuzgewölbe abschliesst.